# Reisseronia malickyi
Reisseronia malickyi is een vlinder uit de familie zakjesdragers (Psychidae). De wetenschappelijke naam van deze soort werd voor het eerst geldig gepubliceerd in 1996 door Martin Hauser.
De soort komt voor in Europa.